# 室俊司
室 俊司（むろ しゅんじ、1931年11月23日 - 2009年9月）は、日本の教育学者。立教大学名誉教授。

## 来歴
東京市（現墨田区）出身。1950年日本大学第一高等学校卒、1958年東京大学教育学部卒、64年同大学院博士課程満期退学、1963年『月刊社会教育』編集長、1964年立教大学文学部講師、66年助教授、73年教授、96年定年退任、名誉教授。

## 著書
- 『良妻賢母批判 閉ざされた家庭から開かれた社会へ』毎日新聞社 1969
- 『女性だからできる勉強法 知的生活のヒント』光文社カッパ・ホームス 1979

### 共編著
- 『青年の条件 「期待される人間像」への疑問』佐古純一郎、隅谷三喜男共著 日本YMCA同盟出版部 1968
- 『都民参加への模索 転換期の自治体職員』編集委員 都政新報社 1973
- 『人間のための教育 4 女性』村井実、樋口恵子共編 日本放送出版協会 1973
- 『PTA入門シリーズ 1 総論編 PTAとは何か』全国PTA問題研究会編 あすなろ書房 1983
- 『高齢化社会と教育』大橋謙策共編 中央法規出版 高齢化社会シリーズ 1985

## 参考
- 『現代日本人名録』2002年